# Ptochostola asaphes
Ptochostola asaphes là một loài bướm đêm trong họ Crambidae.